# BAFTA de melhor atriz coadjuvante em televisão
O BAFTA de melhor atriz coadjuvante em televisão (em inglês: British Academy Television Award for Best Supporting Actress) são concedidos pela Academia Britânica de Artes Cinematográficas e Televisivas (BAFTA). Eles são informalmente conhecidos como BAFTA TV Awards. Os prêmios de Melhor Atriz Coadjuvante e Melhor Ator Coadjuvante foram entregues pela primeira vez na cerimônia de 2010.

## Vencedoras e indicadas

### Década de 2010
| Ano                     | Atriz                                  | Trabalho                | Papel      | Emissora |
| ----------------------- | -------------------------------------- | ----------------------- | ---------- | -------- |
| 2010                    |                                        |                         |            |          |
| Rebecca Hall            | Red Riding 1974                        | Paula Garland           | Channel 4  |          |
| Sophie Okonedo          | Criminal Justice                       | Jackie Woolf            | BBC One    |          |
| Imelda Staunton         | Return to Cranford                     | Octavia Pole            | BBC One    |          |
| Lauren Socha            | The Unloved                            | Lauren                  | Channel 4  |          |
| 2011                    |                                        |                         |            |          |
| Lauren Socha            | Misfits                                | Kelly Bailey            | E4         |          |
| Gillian Anderson        | Any Human Heart                        | Wallis Simpson          | Channel 4  |          |
| Lynda Baron             | The Road to Coronation Street          | Violet Carson           | BBC Four   |          |
| Jessie Wallace          | The Road to Coronation Street          | Pat Phoenix             | BBC Four   |          |
| 2012                    |                                        |                         |            |          |
| Monica Dolan            | Appropriate Adult                      | Rose West               | ITV        |          |
| Anna Chancellor         | The Hour                               | Lix Storm               | BBC Two    |          |
| Miranda Hart            | Call the Midwife                       | Camilla "Chummy" Noakes | BBC One    |          |
| Maggie Smith            | Downton Abbey                          | Violet Crawley          | ITV        |          |
| 2013                    |                                        |                         |            |          |
| Olivia Colman           | Accused: "Mo's Story"                  | Sue                     | BBC One    |          |
| Anastasia Hille         | The Fear                               | Jo Beckett              | Channel 4  |          |
| Sarah Lancashire        | Last Tango in Halifax                  | Caroline Dawson         | BBC One    |          |
| Imelda Staunton         | The Girl                               | Alma Reville            | BBC Two    |          |
| 2014                    |                                        |                         |            |          |
| Sarah Lancashire        | Last Tango in Halifax                  | Caroline Dawson         | BBC One    |          |
| Shirley Henderson       | Southcliffe                            | Claire Salter           | Channel 4  |          |
| Claire Rushbrook        | My Mad Fat Diary                       | Linda Earl-Bouchtat     | E4         |          |
| Nicola Walker           | Last Tango in Halifax                  | Gillian Buttershaw      | BBC One    |          |
| 2015                    |                                        |                         |            |          |
| Gemma Jones             | Marvellous                             | Mary Baldwin            | BBC Two    |          |
| Amanda Redman           | Tommy Cooper: Not Like That, Like This | Gwen Cooper             | ITV        |          |
| Vicky McClure           | Line of Duty                           | Kate Fleming            | BBC Two    |          |
| Charlotte Spencer       | Glue                                   | Tina Fallon             | E4         |          |
| 2016                    |                                        |                         |            |          |
| Chanel Cresswell        | This Is England '90                    | Kelly Jenkins           | Channel 4  |          |
| Michelle Gomez          | Doctor Who                             | Missy / The Master      | BBC One    |          |
| Lesley Manville         | River                                  | Chrissie Read           | BBC One    |          |
| Eleanor Worthington Cox | The Enfield Haunting                   | Janet Hodgson           | Sky Living |          |
| 2017                    |                                        |                         |            |          |
| Wunmi Mosaku            | Damilola, Our Loved Boy                | Gloria Taylor           | BBC One    |          |
| Vanessa Kirby           | The Crown                              | Princesa Margaret       | Netflix    |          |
| Siobhan Finneran        | Happy Valley                           | Claire Cartwright       | BBC One    |          |
| Nicola Walker           | Last Tango in Halifax                  | Gillian Buttershaw      | BBC One    |          |
| 2018                    |                                        |                         |            |          |
| Vanessa Kirby           | The Crown                              | Princesa Margaret       | Netflix    |          |
| Anna Friel              | Broken                                 | Christina Fitzsimmons   | BBC One    |          |
| Liv Hill                | Three Girls                            | Ruby Bowen              | BBC One    |          |
| Julie Hesmondhalgh      | Broadchurch                            | Trish Winterman         | ITV        |          |
| 2019                    |                                        |                         |            |          |
| Fiona Shaw              | Killing Eve                            | Carolyn Martens         | BBC One    |          |
| Monica Dolan            | [A Very English Scandal]]              | Marion Thorpe           | BBC One    |          |
| Keeley Hawes            | Mrs. Wilson                            | Dorothy Wick            | BBC One    |          |
| Billie Piper            | Collateral                             | Karen Mars              | BBC One    |          |

### Década de 2020
| Ano                  | Atriz                        | Trabalho                  | Papel        | Emissora |
| -------------------- | ---------------------------- | ------------------------- | ------------ | -------- |
| 2020                 |                              |                           |              |          |
| Naomi Ackie          | The End of the F***ing World | Bonnie                    | Channel 4    |          |
| Helena Bonham Carter | The Crown                    | Princesa Margaret         | Netflix      |          |
| Jasmine Jobson       | Top Boy                      | Jaq                       | Netflix      |          |
| Helen Behan          | The Virtues                  | Anna Lowery               | Channel 4    |          |
| 2021                 |                              |                           |              |          |
| Rakie Ayola          | Anthony                      | Gee Walker                | BBC One      |          |
| Helena Bonham Carter | The Crown                    | Princesa Margaret         | Netflix      |          |
| Sophie Okonedo       | Criminal: UK                 | Julia Bryce               | Netflix      |          |
| Leila Farzad         | I Hate Suzie                 | Naomi Jones               | Sky Atlantic |          |
| Siena Kelly          | Adult Material               | Amy Lloyd                 | Channel 4    |          |
| Weruche Opia         | I May Destroy You            | Terry Pratchard           | BBC One      |          |
| 2022                 |                              |                           |              |          |
| Cathy Tyson          | Help                         | Poly                      | Channel 4    |          |
| Jessica Plummer      | The Girl Before              | Emma Matthews             | BBC One      |          |
| Emily Mortimer       | The Pursuit of Love          | The Bolter                | BBC One      |          |
| Céline Buckens       | Showtrial                    | Talitha Campbell          | BBC One      |          |
| Leah Harvey          | Foundation                   | Salvor Hardin             | Apple TV+    |          |
| Tahirah Sharif       | The Tower                    | Lizzie Adama              | ITV          |          |
| 2023                 |                              |                           |              |          |
| Anne-Marie Duff      | Bad Sisters                  | Grace Williams            | Apple TV+    |          |
| Adelayo Adedayo      | The Responder                | Rachel Hargreaves         | BBC One      |          |
| Lesley Manville      | Sherwood                     | Julie Jackson             | BBC One      |          |
| Saffron Hocking      | Top Boy                      | Lauryn Lawrence           | Netflix      |          |
| Jasmine Jobson       | Top Boy                      | Jacqueline "Jaq" Lawrence | Netflix      |          |
| Fiona Shaw           | Andor                        | Maarva Andor              | Disney+      |          |